# Kąkolewo (powiat ostrowski)
Kąkolewo – osada leśna w Polsce położona w województwie wielkopolskim, w powiecie ostrowskim, w gminie Ostrów Wielkopolski.
Jak wynika z mapy Wojskowego Instytutu Geograficznego istniało już, jako gajówka w 1936 roku. W latach 1975–1998 miejscowość należała administracyjnie do województwa kaliskiego.